# Museo delle solfare di Trabia Tallarita
Il Museo delle Solfare di Trabia Tallarita è situato nei pressi della miniera di Trabia Tallarita, situata tra Sommatino e Riesi in provincia di Caltanissetta. L'esposizione principale è ubicata nell'edificio dell'ex centrale elettrica Palladio, rilevante esempio di archeologia industriale di inizio Novecento.

## Il museo
Il museo è concepito come spazio didattico-multimediale, in cui sono stati ricostruiti vari aspetti dell'attività delle miniere di zolfo: dalle strutture edili a quelle industriali alla vita degli uomini impiegati nelle varie fasi della lavorazione.
La parte multimediale del museo prevede la ricostruzione di una discenderia (che intende restituire la sensazione di discesa in miniera), l'attraversamento di una camera immersiva (con proiezioni video a 360°) e l'allestimento interattivo dei tre motori Franco Tosi (i generatori elettrici originali della centrale).
L'esposizione prevede anche una serie di exhibit scientifici interattivi, che spiegano i fenomeni elettrici legati alle tecnologie utilizzate in centrale. Infine è presente anche una linea temporale della cronologia storica, divisa in tre filoni paralleli: in primo luogo quello delle solfare, poi la storia siciliana e infine la storia della scienza.
Il museo è arricchito da installazioni permanenti di artisti legati in vario modo allo zolfo e alle miniere, e dalla mostra fotografica "Sulfaro e sulfarari"

## Galleria d'immagini

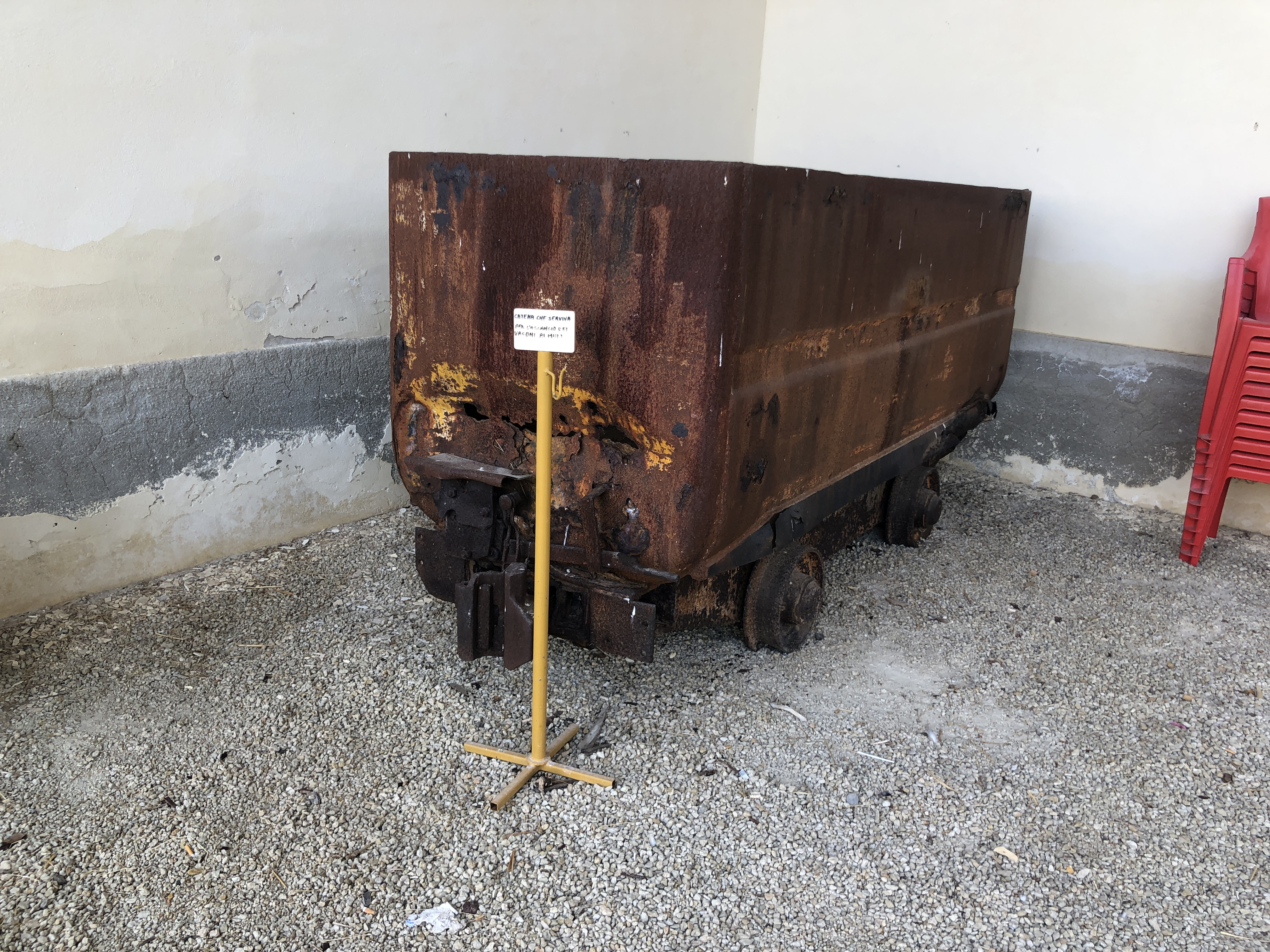
Carrello
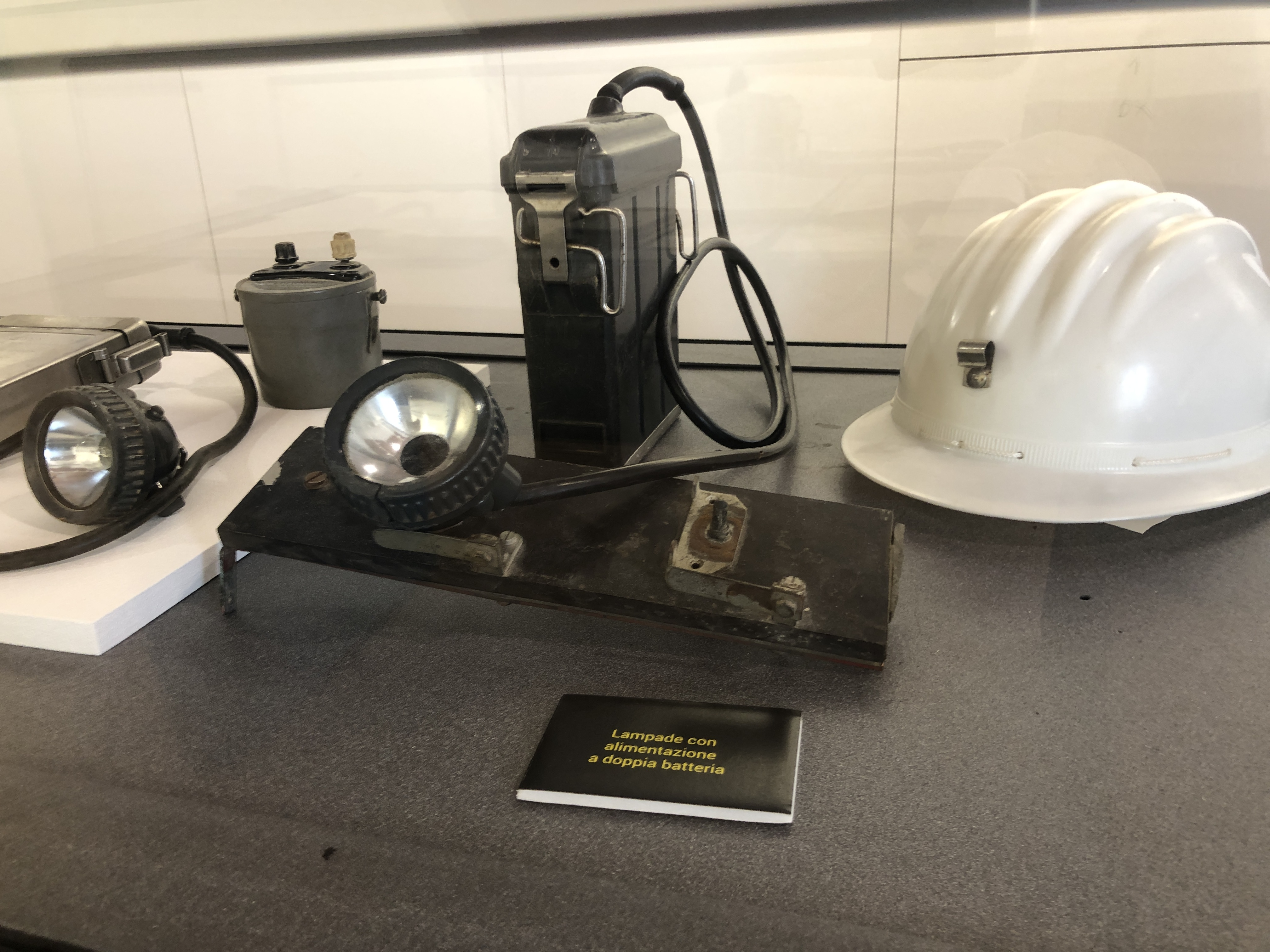
Illuminazione a batterie ed elmetto
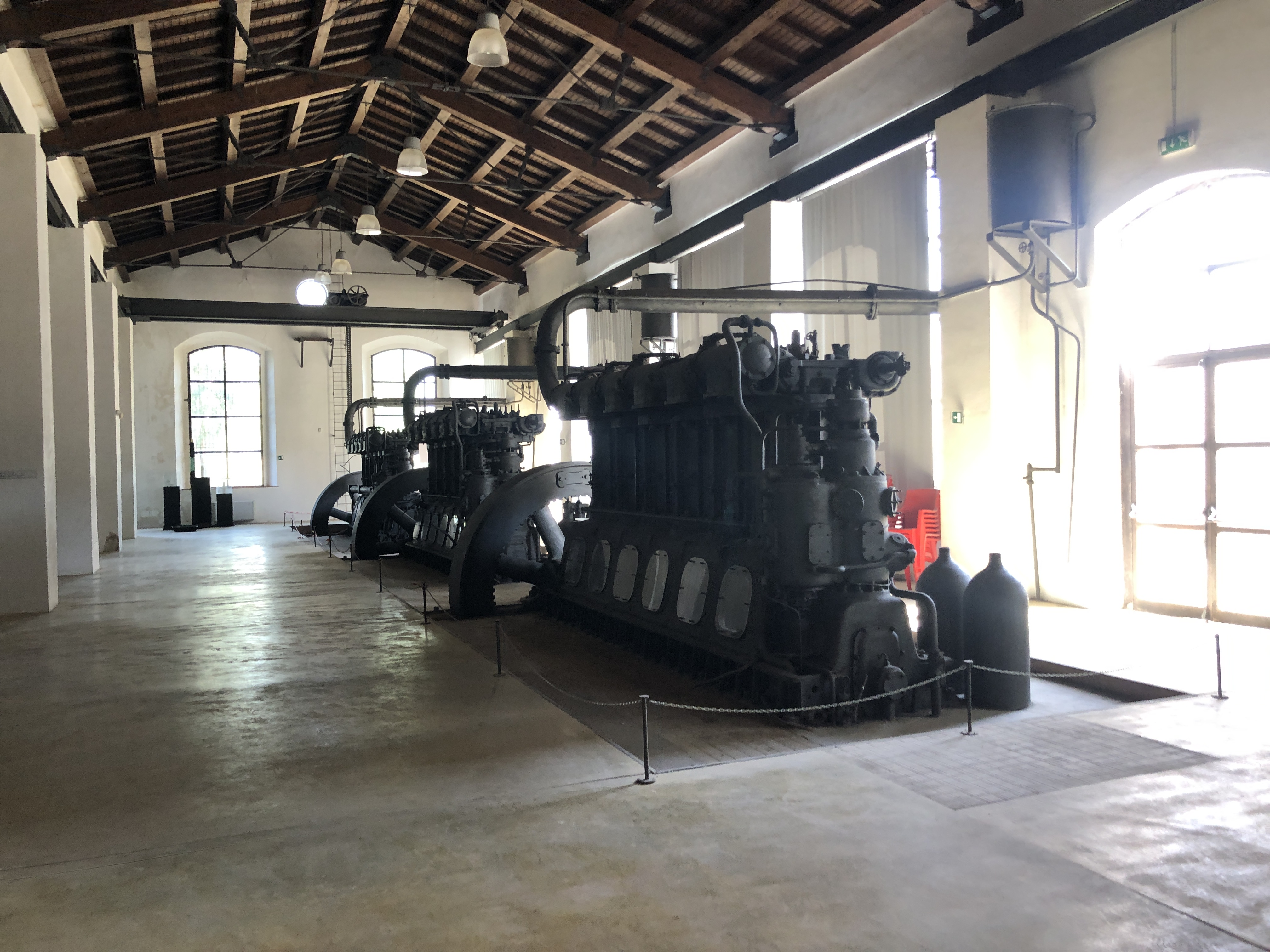
Generatori di corrente a diesel
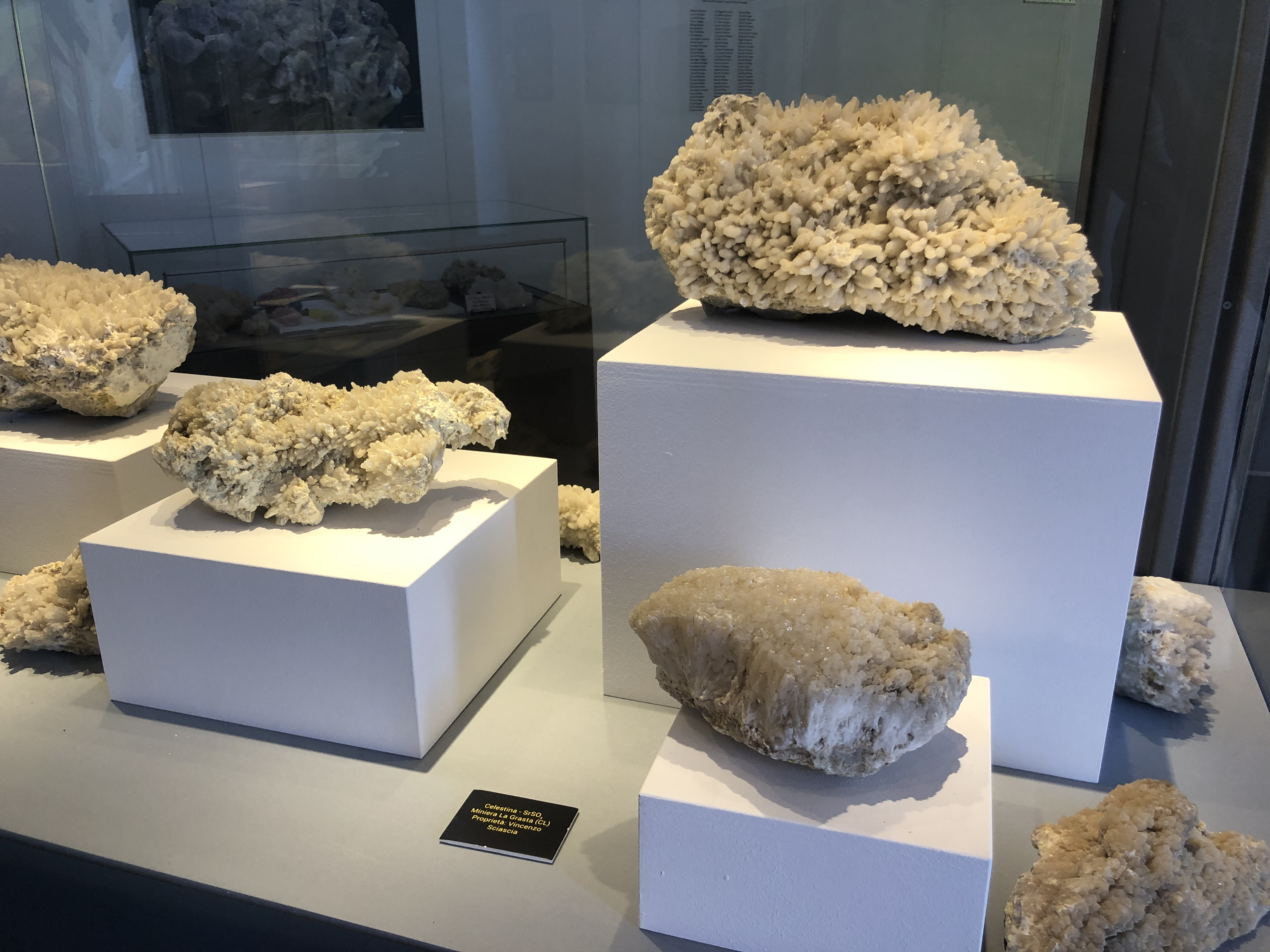
Campioni di zolfo